# الگوما، بخش وینباگو، ویسکانسین
الگوما، بخش وینباگو، ویسکانسین (به انگلیسی: Algoma, Winnebago County, Wisconsin) یک شهرک در ایالات متحده آمریکا است که در شهرستان وینه‌بگو (ابهام‌زدایی) واقع شده‌است.

## خصوصیات
الگوما ۲۸٫۹ کیلومترمربع مساحت و ۶٬۸۲۲ نفر جمعیت دارد و ۲۳۸ متر بالاتر از سطح دریا واقع شده‌است.